# جومالی بیشی
جومالی بیشی (انگلیسی: Cumali Bişi؛ زادهٔ ۱۵ ژوئن ۱۹۹۳) بازیکن فوتبال اهل ترکیه است.
از باشگاه‌هایی که در آن بازی کرده‌است می‌توان به باشگاه ورزشی آدانا دمیرسپور، باشگاه ورزشی بولوسپور، باشگاه فوتبال چای‌کار ریزه‌اسپور، و باشگاه فوتبال بشیکتاش اشاره کرد.
وی همچنین در تیم‌های ملی فوتبال جوانان ترکیه و زیر ۲۰ سال ترکیه بازی کرده‌است.